# Equação de Proca
Na física, particularmente na teoria quântica de campos, a Equação de Proca descreve o comportamento quântico de uma partícula fundamental com massa não nula e spin igual a 1 (ver bosão vetorial) num espaço de Minkowski.
A equação de Proca foi nomeada em homenagem ao físico romeno Alexandru Proca.

## Definição
Dada a função de Lagrange de densidade definida por
{\displaystyle {\mathcal {L}}=-{\frac {1}{16\pi }}(\partial ^{\mu }A^{\nu }-\partial ^{\nu }A^{\mu })(\partial _{\mu }A_{\nu }-\partial _{\nu }A_{\mu })+{\frac {m^{2}c^{2}}{8\pi \hbar ^{2}}}A^{\nu }A_{\nu }.}
A equação acima pressupõe a assinatura métrica {\displaystyle \lbrace +---\rbrace \ }, onde {\displaystyle c\ } é a velocidade da luz e {\displaystyle \hbar } é constante reduzida de Planck.
A equação de Euler-Lagrange de movimento para este caso, também chamada de equação de Proca é:
{\displaystyle \partial _{\mu }(\partial ^{\mu }A^{\nu }-\partial ^{\nu }A^{\mu })+\left({\frac {mc}{\hbar }}\right)^{2}A^{\nu }=0}

## Leitura recomendada
- Hermann Weyl (1952). Symmetry (em inglês). [S.l.]: Princeton University Press. ISBN 0691023743